# Ōtomo no Otomaro
Ōtomo no Otomaro, japonski general, * 731, † 14. junij 809.
Kot prvi je prejel naziv šoguna.